# Songezo Jim
Songezo Jim (Mthatha, África do Sul, 17 de setembro de 1990) é um ciclista sul-africano.

## Palmarés
Ainda não tem conseguido nenhuma vitória como profissional

## Resultados nas Grandes Voltas e Campeonatos do Mundo
Durante a sua carreira desportiva tem conseguido os seguintes postos nas Grandes Voltas e nos Campeonatos do Mundo:
| Carreira           | 2011 | 2012 | 2013 | 2014 | 2015  | 2016  | 2017 | 2018 | 2019 |
| ------------------ | ---- | ---- | ---- | ---- | ----- | ----- | ---- | ---- | ---- |
| Giro d'Italia      | -    | -    | -    | -    | -     | 142.º | -    | -    | -    |
| Tour de France     | -    | -    | -    | -    | -     | -     | -    | -    | -    |
| Volta a Espanha    | -    | -    | -    | -    | 137.º | -     | -    | -    | -    |
| Mundial em Estrada | -    | -    | -    | -    | -     | -     | -    | -    | -    |

-: não participa

Ab.: abandono